# Manannán mac Lir

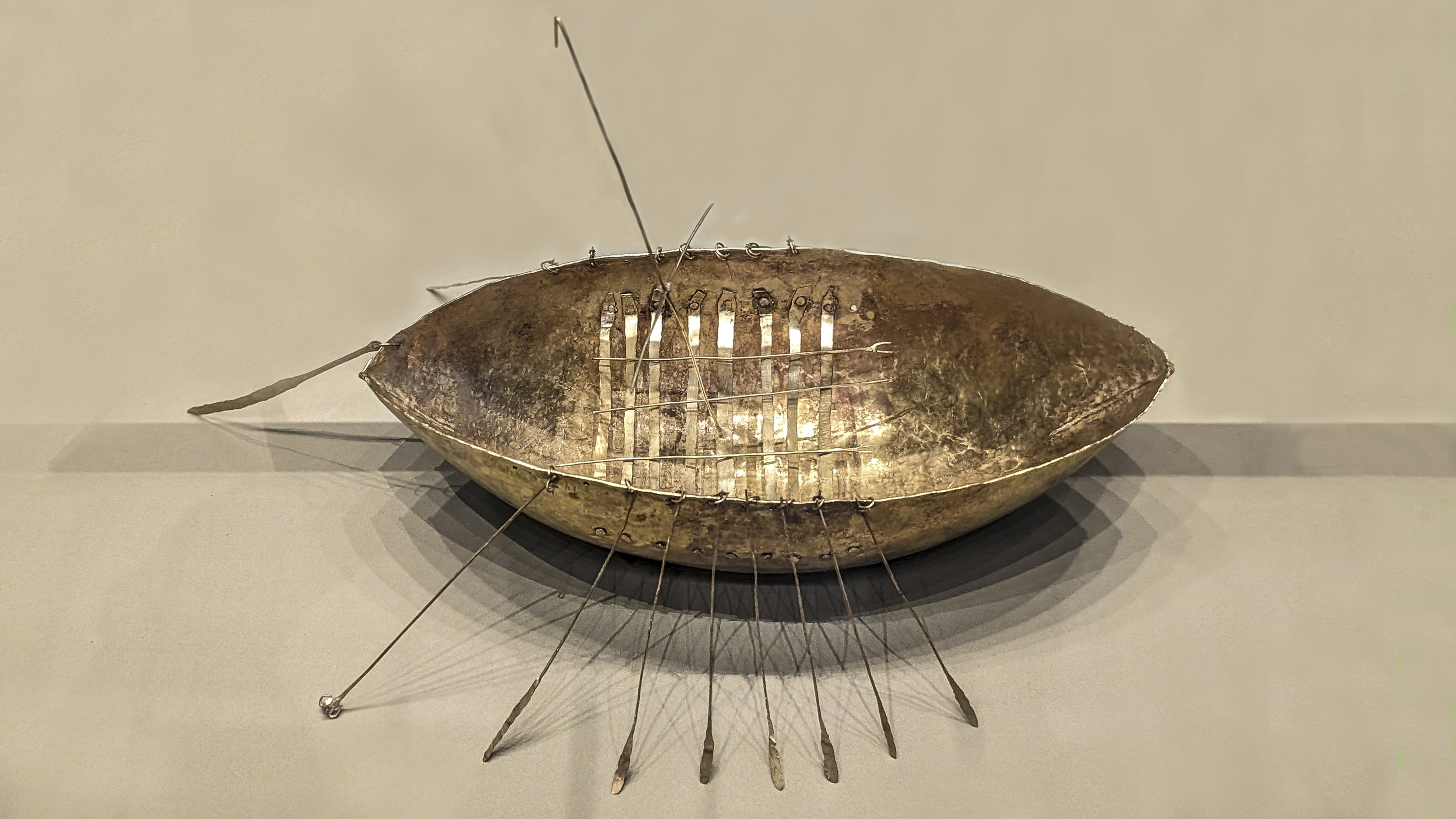
Boot van de depotvondst van Broight

Manannán mac Lir is de Iers-Keltische god van de zee en het weer.
Manannán mac Lir is de zoon van Lir en zijn naam betekent 'Mannanan, zoon van de zee'. Zijn vrouw is Fand. Hij is de beschermer van de Gezegende Eilanden en regeert over Mag Mell. Hij heeft een schip zonder zeilen dat hem volgt als hij het daartoe bevel geeft en hij heeft een mantel waarmee hij zich onzichtbaar kan maken. De boot van de depotvondst van Broight worddt beschouwd als een votiefgave aan Manannán mac Lir.
In de legendaire geschiedschrijving van het eiland Man wordt Manannan Beg Mac-y-Lheir als de eerste koning van het eiland beschouwd, die er omstreeks 440 na Christus geregeerd zou hebben. Volgens de ontstaansmythe van Man is de naam van het eiland van hem afgeleid.

## Trivia
In de Meredith Gentry reeks van Laurell K. Hamilton wordt de naam Manánnan mac Lic gebruikt voor de god van de zee, die in het dagelijkse leven bekendstaat als de fey (soort van elf) Barinthus. Barinthus is de Welshe tegenhanger van Manánnan Mac Lir.